# Eric Thal
Eric Thal (* 10. August 1965 in Niskayuna, New York, USA) ist ein US-amerikanischer Filmschauspieler.

## Leben
Eric Thal besuchte bis 1983 die Haverford School in Haverford, Pennsylvania, wo er unter anderem im Studentenrat mitarbeitete. Danach wechselte er an das Lafayette College in Easton, um Maschinenbau zu studieren. Parallel dazu nahm er an Schauspielworkshops teil. Mit dem Zuspruch seines Schauspiellehrers, Richard Bruer, brach er das College nach nur einem Jahr ab, um sich ganz der Schauspielerei zu widmen. Am  Neighbourhood Playhouse Theatre studierte er zusammen mit Richard Pinter und erlernte auch Klassisches Theater von der bekannten Schauspiellehrerin Ada Brown Mather.
Er spielte in Werbespots mit und war als Kellner, Hausmeister und Zauberer tätig.
Anfang der 1990er Jahre wurden Filmregisseure auf ihn aufmerksam, obwohl er bis heute in kaum überdurchschnittlich bekannten Produktionen mitgewirkt hat. Sein Filmdebüt gab er 1992 in Sanfte Augen lügen nicht an der Seite von Melanie Griffith und unter Regie von Sidney Lumet. Seit diesem Zeitpunkt hat er in 15 weiteren Spielfilmen mitgewirkt. Zu seinen beiden markantesten Rollen zählen jene des Samson in Samson und Delila aus dem Jahr 1996 und des Carl Heine Jr. in „Schnee, der auf Zedern fällt“ von 1999.
Seit 2000 betätigt er sich als Sprecherzieher für Schauspieler in englischer Sprache.

## Filmografie (Auswahl)
- 1992: Sanfte Augen lügen nicht (A Stranger Among Us)
- 1992: Wanted – Betty Lou – Bewaffnet und gefährlich (The Gun in Betty Lou's Handbag)
- 1993: Das Leben – Ein Sechserpack (Six Degrees of Separation)
- 1994: Puppet Masters – Bedrohung aus dem All (The Puppet Masters)
- 1996: Die Bibel – Samson und Delila (Samson and Delilah) (TV)
- 1997: Wishful Thinking
- 1998: The Wedding
- 1999: Schnee, der auf Zedern fällt (Snow Falling on Cedars)
- 2001: Down
- 2005: Mouth to Mouth
- 2009: The Good Guy